# Cha cha cha (film)
Pour les articles homonymes, voir Cha Cha Cha (homonymie).
Pour plus de détails, voir Fiche technique et Distribution.
Cha cha cha est un thriller policier italien réalisé par Marco Risi et sorti en 2013.

## Synopsis
À Rome, un adolescent est retrouvé mort à la sortie d'une boîte de nuit. Corso, ex-flic devenu détective privé est persuadé qu'il ne s'agit pas d'une simple collision.

## Fiche technique
- Titre : Cha cha cha
- Réalisation : Marco Risi
- Scénario : Marco Risi, Andrea Purgatori et James Carrington
- Musique : Marco Benevento
- Photographie : Marco Onorato
- Montage : Clelio Benevento
- Costumes : Lina Nerli Taviani
- Producteur : Angelo Barbagallo
- Production : Bibi Films et Babe Films
- Distribution : Bellissima Films et 01 Distribution
- Pays :  Italie
- Durée : 95 minutes
- Genre : Thriller et néo-noir[1]
- Dates de sortie : 
  -  Italie : 20 juin 2013
  -  France : 7 août 2013

## Distribution
- Luca Argentero : Corso
- Eva Herzigová : Michelle
- Claudio Amendola : Torre
- Pippo Delbono : Maître Argento
- Pietro Ragusa : Muschio
- Bebo Storti : Massa
- Marco Leonardi : le photographe
- Jan Tarnovskiy : Tommaso
- Shel Shapiro : un acteur
- Nino Frassica : un acteur
- Emanuela Gabrieli
- Francesco Fiumarella